# Валід Соліман (футболіст)
Валід Соліман (араб. وليد سليمان‎, нар. 1 грудня 1984, Ель-Мінья) — єгипетський футболіст, півзахисник клубу «Аль-Аглі» (Каїр), а також національної збірної Єгипту.

## Клубна кар'єра
Народився 1 грудня 1984 року в місті Ель-Мінья. Вихованець юнацької команди клубу «Бені Мазар».
У дорослому футболі дебютував 2004 року виступами за «Харас Ель Годуд», в якому провів один сезон. 
Протягом 2005—2006 років захищав кольори «Ель-Гуни».
Своєю грою за останню команду привернув увагу представників тренерського штабу клубу «Петроджет», до складу якого приєднався 2006 року. Відіграв за суецьку команду наступні три сезони своєї ігрової кар'єри.
Згодом з 2009 по 2011 рік грав у складі «Аль-Аглі», «Петроджет» та «ЕНППІ Клуб».
До складу клубу «Аль-Аглі» приєднався 2011 року. Станом на 26 квітня 2018 року відіграв за каїрську команду 116 матчів в національному чемпіонаті.

## Виступи за збірну
2007 року дебютував в офіційних матчах у складі національної збірної Єгипту.
| Дата       | Місто       | Господарі | Результат | Гості             | Турнір                                  | Голи | Примітки |
| ---------- | ----------- | --------- | --------- | ----------------- | --------------------------------------- | ---- | -------- |
| 25-11-2007 | Каїр        | Єгипет    | 2 – 1     | Саудівська Аравія | товариський матч                        | -    | 87'      |
| 19-11-2008 | Каїр        | Єгипет    | 5 – 1     | Бенін             | товариський матч                        | -    | 46'      |
| 23-01-2009 | Каїр        | Єгипет    | 1 – 0     | Кенія             | товариський матч                        | -    | 46'      |
| 29-12-2009 | Каїр        | Єгипет    | 1 – 1     | Малаві            | товариський матч                        | -    | 46'      |
| 05-09-2010 | Каїр        | Єгипет    | 1 – 1     | Сьєрра-Леоне      | Відбір до Кубка африканських націй 2012 | -    | 51'      |
| 10-10-2010 | Бангі       | Нігер     | 1 – 0     | Єгипет            | Відбір до Кубка африканських націй 2012 | -    | 46'      |
| 17-11-2010 | Каїр        | Єгипет    | 3 – 0     | Австралія         | товариський матч                        | -    | 55' 90'  |
| 16-12-2010 | Доха        | Катар     | 2 – 1     | Єгипет            | товариський матч                        | 1    | 53'      |
| 05-01-2011 | Каїр        | Єгипет    | 5 – 1     | Танзанія          | товариський матч                        | -    | 57'      |
| 09-01-2011 | Каїр        | Єгипет    | 1 – 0     | Уганда            | товариський матч                        | -    | 46'      |
| 11-01-2011 | Ісмаїлія    | Єгипет    | 3 – 0     | Бурунді           | товариський матч                        | -    | 56'      |
| 14-01-2011 | Каїр        | Єгипет    | 5 – 1     | Кенія             | товариський матч                        | -    | 63'      |
| 17-01-2011 | Каїр        | Єгипет    | 3 – 1     | Уганда            | товариський матч                        | -    | 60' 74'  |
| 14-11-2011 | Доха        | Бразилія  | 2 – 0     | Єгипет            | товариський матч                        | -    | 46'      |
| 29-03-2012 | Омдурман    | Єгипет    | 2 – 1     | Уганда            | товариський матч                        | -    | 59'      |
| 14-04-2012 | Дубай       | Єгипет    | 3 – 0     | Мавританія        | товариський матч                        | -    | 73'      |
| 17-04-2012 | Дубай       | Ірак      | 0 – 0     | Єгипет            | товариський матч                        | -    | 74'      |
| 04-06-2013 | Каїр        | Єгипет    | 1 – 1     | Ботсвана          | товариський матч                        | -    | 46'      |
| 15-10-2013 | Кумасі      | Гана      | 6 – 1     | Єгипет            | Відбір до ЧС 2014                       | -    |          |
| 10-10-2014 | Габороне    | Ботсвана  | 0 – 2     | Єгипет            | Відбір до Кубка африканських націй 2015 | -    | 68'      |
| 15-10-2014 | Каїр        | Єгипет    | 2 – 0     | Ботсвана          | Відбір до Кубка африканських націй 2015 | -    | 76'      |
| 15-11-2014 | Каїр        | Єгипет    | 0 – 1     | Сенегал           | Відбір до Кубка африканських націй 2015 | -    | 76'      |
| 19-11-2014 | Монастір    | Туніс     | 2 – 1     | Єгипет            | Відбір до Кубка африканських націй 2015 | -    | 38' 65'  |
| 30-08-2016 | Александрія | Єгипет    | 1 – 1     | Гвінея            | товариський матч                        | -    | 61'      |
| Усього     |             | Матчів    | 24        |                   | Голів                                   | 1    |          |

## Титули і досягнення
- Чемпіон Єгипту (7): 2010/11, 2013/14, 2015/16, 2016/17, 2017/18, 2018/19, 2019/20
- Володар Кубка Єгипту (2): 2016/17, 2019/20
- Володар Суперкубка Єгипту (4): 2012, 2014, 2017, 2017/18
- Переможець Ліги чемпіонів КАФ (4): 2012, 2013, 2019–2020, 2020–2021
- Переможець Кубка конфедерацій КАФ (1): 2014
- Володар Суперкубка КАФ (4): 2013, 2014, 2020, 2021

Збірні
- Переможець Панарабських ігор: 2007